# Random walk
Cet article concerne le manga. Pour le modèle mathématique, voir marche aléatoire.
Random Walk (ランダムウォーク, randamu wōku) est un manga de Wataru Yoshizumi publié en français en trois volumes au total.
Il existe aussi en série à la télévision seulement en version japonaise.

## Résumé de l'histoire
Yuka Kunitomo (国友優架), en première année au lycée Morinaga (森永), a pour objectif dans la vie de devenir « une femme bien ». Son père, Akimitsu (暁充), écrivain de romans de détectives, vient de se marier pour la troisième fois avec Yôko (容子), et Yuka, laissant les jeunes mariés tranquilles, vit seule dans l'appartement à côté du leur.
Suivant les conseils de son père, selon qui « c'est en vivant de belles histoires d'amour que tu deviendras une femme bien », Yuka cherche l'amour. Elle n'a cependant pas tellement de chance avec les garçons, et vient de se séparer du dernier en date. Son amie Tôko Negishi (根岸塔子), elle, rompt toujours rapidement, tandis que Katsura Ishimaru (石丸桂), timide, n'a jamais osé sortir avec un garçon.
Un jour Yuka et Tôko rencontrent deux jeunes garçons et vont au karaoké avec eux. Yuka tombe amoureuse du premier, Nozomu Shiki (志木望), tandis que Tôko craque pour le deuxième, Tsukasa (司). Par un heureux hasard, les deux garçons sont en deuxième année dans la même école qu'elles. Et Nozomu est de plus le fils d'un ancien collègue du père de Yuka. Yuka et Nozomu commencent alors à sortir ensemble; mais après quelques jours, Yuka se rend compte qu'il n'est pas aussi amoureux d'elle qu'elle ne l'est de lui. C'est alors que Nozomu rencontre une jeune fille dont il tombe très vite amoureux. Yuka commence alors à avoir des doutes...
De garçon en garçon, arrivera-t-elle jusqu'au grand amour ?